# Vaccinium wollastonii
Vaccinium wollastonii är en ljungväxtart som beskrevs av Herbert Fuller Wernham. Vaccinium wollastonii ingår i Blåbärssläktet, och familjen ljungväxter. Inga underarter finns listade i Catalogue of Life.